# Funryu 1
Funryu 1 – japoński, prototypowy pocisk przeciwokrętowy z okresu II wojny światowej zaprojektowany i wybudowany w ramach programu Funryu. Po wybudowaniu jednego egzemplarza dalsze prace nad pociskiem zostały wstrzymane.

## Historia
Pod koniec 1943 roku w Laboratorium Techniczne Marynarki (Kaigun Gijyutsu Kenkyujyo) w Meguro rozpoczęto badania nad zastąpieniem nadbrzeżnej artylerii chroniącej japońskie wybrzeża pociskami przeciwokrętowymi. Podobne prace prowadzone były również w Arsenał Kure (Kure Kosho), 1 Biuro Techniczne Marynarki (Dai-Ichi Gijyutsu-Sho) oraz 2 Biuro ds. Prochu Strzelniczego (Dai-Ni Kayaku-Sho).
Na początku 1944 roku zadanie opracowania tego typu pocisku otrzymał 1 Arsenał Lotniczo-Techniczny Lotnictwa Marynarki (Kūgishō) w Yokosuka, na terenie którego zorganizowano Biuro ds. Badań Rakietowych (Funshin Kenkyu-Bu). Cały program otrzymał nazwę Funryu. Pocisk przypominał wyglądam miniaturowy samolot, napędzany był silnikiem rakietowym na paliwo stałe, zaopatrzony był w cztery skrzydła główne i cztery ogonowe, a kierowany był na cel drogą radiową przez operatora naprowadzającego rakietę. Głowica pocisku zawierała 400 kilogramów materiału wybuchowego.
Koncepcje pocisku opracował w 1944 roku inżynier Masao Sugimoto z Wydziału Naukowo-Badawczego przy Instytucie Technologii Marynarki Wojennej zaś za sam projekt prototypowej wersji odpowiedzialny był inżynier Yoshinori Otsu z Wydziału Doświadczalnego Stoczni. System sterowania opracowany został przez Wydział Doświadczalny Fal Elektrycznych. Wykorzystano doświadczenia zdobyte podczas projektowania i budowy motorówek sterowanych radiem, które służyły jako pływające cele podczas ćwiczeń strzeleckich marynarki.
Opracowano także wersję lotniczą tego pocisku.
Rakieta miała być dostarczana nad cel przez specjalnie zmodyfikowany bombowiec Mitsubishi G4M z którego pokładu operator sterowałby dalszym lotem rakiety. Najpoważniejszą wadą takiego rozwiązania była wymagana obecność samolotu który dostarczył pocisk w pobliżu okrętów nieprzyjaciela co przy całkowitym panowaniu lotnictwa amerykańskiego w powietrzu czyniła tego typu misje praktycznie niewykonalne. W związku z tym i nasilającymi się nalotami bombowymi na Japonię projekt został zarzucony, był to jedyny pocisk powietrze-ziemia opracowany w ramach programu Funryu, trzy następne pociski Funryu 2, 3 i 4 były już rakietami typu ziemia-powietrze.